# پیرشاهوردی (پیرخداوردی)
پیرشاهوردی (پس از انقلاب اسلامی ایران: پیرخداوردی) روستایی از توابع بخش مرکزی شهرستان ملایر در استان همدان ایران است.

## جمعیت
این روستا در دهستان کوه سرده قرار دارد و براساس سرشماری مرکز آمار ایران در سال ۱۳۹۵، جمعیت آن ۹۹ نفر (۲۸خانوار) بوده‌است.